# Associazione Sportiva Reggina 1968-1969
Questa pagina raccoglie i dati riguardanti l'Associazione Sportiva Reggina nella stagione 1968-1969.

## Stagione
La squadra, allenata da Armando Segato, ha concluso la sua quarta stagione consecutiva in Serie B in quinta posizione.

## Rosa
| N. |                   | Ruolo | Calciatore      |
| -- | ----------------- | ----- | --------------- |
| -  | Italia (bandiera) | P     | Luigi Ferrari   |
| -  | Italia (bandiera) | P     | Bruno Jacoboni  |
| -  | Italia (bandiera) | D     | Bruno Divina    |
| -  | Italia (bandiera) | D     | Nedo Sonetti    |
| -  | Italia (bandiera) | D     | Galeazzo Bello  |
| -  | Italia (bandiera) | C     | Giovanni Toschi |
| -  | Italia (bandiera) | C     | Franco Causio   |
| -  | Italia (bandiera) | C     | Vito Florio     |
| -  | Italia (bandiera) | C     | Giovanni Pirola |
| -  | Italia (bandiera) | C     | Franco Tacelli  |

| N. |                   | Ruolo | Calciatore         |
| -- | ----------------- | ----- | ------------------ |
| -  | Italia (bandiera) | C     | Fabio Ferrario     |
| -  | Italia (bandiera) | C     | Rosario Sbano      |
| -  | Italia (bandiera) | C     | Paolo Lombardo     |
| -  | Italia (bandiera) | C     | Claudio Capogna    |
| -  | Italia (bandiera) | A     | Luigino Vallongo   |
| -  | Italia (bandiera) | A     | Gabriele Guizzo    |
| -  | Italia (bandiera) | D     | Gianfranco Clerici |
| -  | Italia (bandiera) | D     | Mario Pesce        |
| -  | Italia (bandiera) | D     | Domenico Tripepi   |

## Risultati

### Serie B

#### Girone di andata
| 23 gennaio 1968 1ª giornata | Reggina | 1 – 0 | Brescia |  |

| 6 ottobre 1968 2ª giornata | Monza | 1 – 1 | Reggina |  |

| 13 ottobre 1968 3ª giornata | Padova | 2 – 1 | Reggina |  |

| 23 dicembre 1951 4ª giornata | Reggina | 2 – 0 | Reggiana |  |

| 3 novembre 1968 5ª giornata | Reggina | 1 – 0 | Bari |  |

| 10 novembre 1968 6ª giornata | Perugia | 0 – 0 | Reggina |  |

| 17 novembre 1968 7ª giornata | Lecco | 1 – 0 | Reggina |  |

| 24 novembre 1968 8ª giornata | Reggina | 0 – 0 | Como |  |

| 1º dicembre 1968 9ª giornata | Reggina | 1 – 0 | Livorno |  |

| 8 dicembre 1968 10ª giornata | Mantova | 1 – 1 | Reggina |  |

| 15 dicembre 1968 11ª giornata | Catanzaro | 2 – 1 | Reggina |  |

| 15 dicembre 1968 12ª giornata | Reggina | 1 – 1 | SPAL |  |

| 29 dicembre 1968 13ª giornata | Reggina | 0 – 0 | Genoa |  |

| 5 gennaio 1969 14ª giornata | Modena | 0 – 0 | Reggina |  |

| 12 gennaio 1969 15ª giornata | Reggina | 0 – 0 | Lazio |  |

| 19 gennaio 1969 16ª giornata | Catania | 2 – 2 | Reggina |  |

| 24 novembre 1996 17ª giornata | Reggina | 2 – 1 | Foggia |  |

| 9 dicembre 1945 18ª giornata | Reggina | 2 – 0 | Ternana |  |

| 9 febbraio 1969 19ª giornata | Cesena | 0 – 0 | Reggina |  |

#### Girone di ritorno
| 16 febbraio 1969 20ª giornata | Brescia | 1 – 1 | Reggina |  |

| 23 febbraio 1969 21ª giornata | Reggina | 4 – 0 | Monza |  |

| 2 marzo 1969 22ª giornata | Reggina | 1 – 1 | Padova |  |

| 9 marzo 1969 23ª giornata | Reggiana | 1 – 0 | Reggina |  |

| 16 marzo 1969 24ª giornata | Bari | 2 – 2 | Reggina |  |

| 23 marzo 1969 25ª giornata | Reggina | 0 – 0 | Perugia |  |

| 30 marzo 1969 26ª giornata | Reggina | 1 – 0 | Lecco |  |

| 13 aprile 1969 27ª giornata | Como | 1 – 1 | Reggina |  |

| 20 aprile 1969 28ª giornata | Livorno | 1 – 0 | Reggina |  |

| 27 aprile 1969 29ª giornata | Reggina | 3 – 1 | Mantova |  |

| 4 maggio 1969 30ª giornata | Reggina | 0 – 0 | Catanzaro |  |

| 11 maggio 1969 31ª giornata | SPAL | 0 – 0 | Reggina |  |

| 15 maggio 1969 32ª giornata | Genoa | 4 – 0 | Reggina |  |

| 18 maggio 1969 33ª giornata | Reggina | 1 – 0 | Modena |  |

| 25 maggio 1969 34ª giornata | Lazio | 0 – 0 | Reggina |  |

| 1º giugno 1969 35ª giornata | Reggina | 0 – 1 | Catania |  |

| 8 giugno 1969 36ª giornata | Foggia | 0 – 2 | Reggina |  |

| 15 giugno 1969 37ª giornata | Ternana | 0 – 1 | Reggina |  |

| 22 giugno 1969 38ª giornata | Reggina | 3 – 0 | Cesena |  |

## Statistiche

### Statistiche di squadra
| Competizione | Punti | In casa | In casa | In casa | In casa | In casa | In casa | In trasferta | In trasferta | In trasferta | In trasferta | In trasferta | In trasferta | Totale | Totale | Totale | Totale | Totale | Totale | DR  |
| Competizione | Punti | G       | V       | N       | P       | Gf      | Gs      | G            | V            | N            | P            | Gf           | Gs           | G      | V      | N      | P      | Gf     | Gs     | DR  |
| ------------ | ----- | ------- | ------- | ------- | ------- | ------- | ------- | ------------ | ------------ | ------------ | ------------ | ------------ | ------------ | ------ | ------ | ------ | ------ | ------ | ------ | --- |
| Serie B      | 44    | 19      | 11      | 7       | 1       | 23      | 5       | 19           | 2            | 11           | 6            | 13           | 19           | 38     | 13     | 18     | 7      | 36     | 24     | +12 |
| Coppa Italia | 5     | 2       | 2       | 0       | 0       | 2       | 0       | 1            | 0            | 1            | 0            | 1            | 1            | 3      | 2      | 1      | 0      | 3      | 1      | +2  |
| Totale       |       | 21      | 13      | 7       | 1       | 25      | 5       | 20           | 2            | 12           | 6            | 14           | 20           | 41     | 15     | 19     | 7      | 39     | 25     | +14 |

### Statistiche dei giocatori
| Giocatore   | Serie B  | Serie B | Coppa Italia | Coppa Italia | Totale   | Totale |
| Giocatore   | Presenze | Reti    | Presenze     | Reti         | Presenze | Reti   |
| ----------- | -------- | ------- | ------------ | ------------ | -------- | ------ |
| G. Bello    | 22       | 0       | 1            | 0            | 23       | 0      |
| C. Capogna  | 3        | 0       | -            | -            | 3        | 0      |
| F. Causio   | 30       | 4       | 3            | 0            | 33       | 4      |
| G. Clerici  | 33       | 0       | 1            | 0            | 34       | 0      |
| B. Divina   | 30       | 1       | 2            | 0            | 32       | 1      |
| L. Ferrari  | 9        | -2      | -            | -            | 9        | -2     |
| F. Ferrario | 14       | 2       | 3            | 1            | 17       | 3      |
| V. Florio   | 20       | 0       | 1            | 0            | 21       | 0      |
| G. Guizzo   | 18       | 2       | -            | -            | 18       | 2      |
| B. Jacoboni | 31       | -22     | 3            | -1           | 34       | -23    |
| P. Lombardo | 33       | 5       | 1            | 0            | 34       | 5      |
| M. Pesce    | 37       | 0       | 3            | 0            | 40       | 0      |
| G. Pirola   | 32       | 2       | 3            | 0            | 35       | 2      |
| R. Sbano    | 21       | 0       | 2            | 0            | 23       | 0      |
| N. Sonetti  | 20       | 0       | 3            | 0            | 23       | 0      |
| F. Tacelli  | 21       | 0       | 3            | 0            | 24       | 0      |
| G. Toschi   | 38       | 6       | 3            | 0            | 41       | 6      |
| D. Tripepi  | 1        | 0       | -            | -            | 1        | 0      |
| L. Vallongo | 31       | 11      | 3            | 2            | 34       | 13     |